# Hundsgugel
Az ún. kutyaszájú sisak a zárható sisakok legkorábbi változata. A kúpos sisakból (bacinet) alakult ki a 14. század közepén.
Névváltozatok: 

de: Hundsgugel, en: hunskull

Rövidítések:

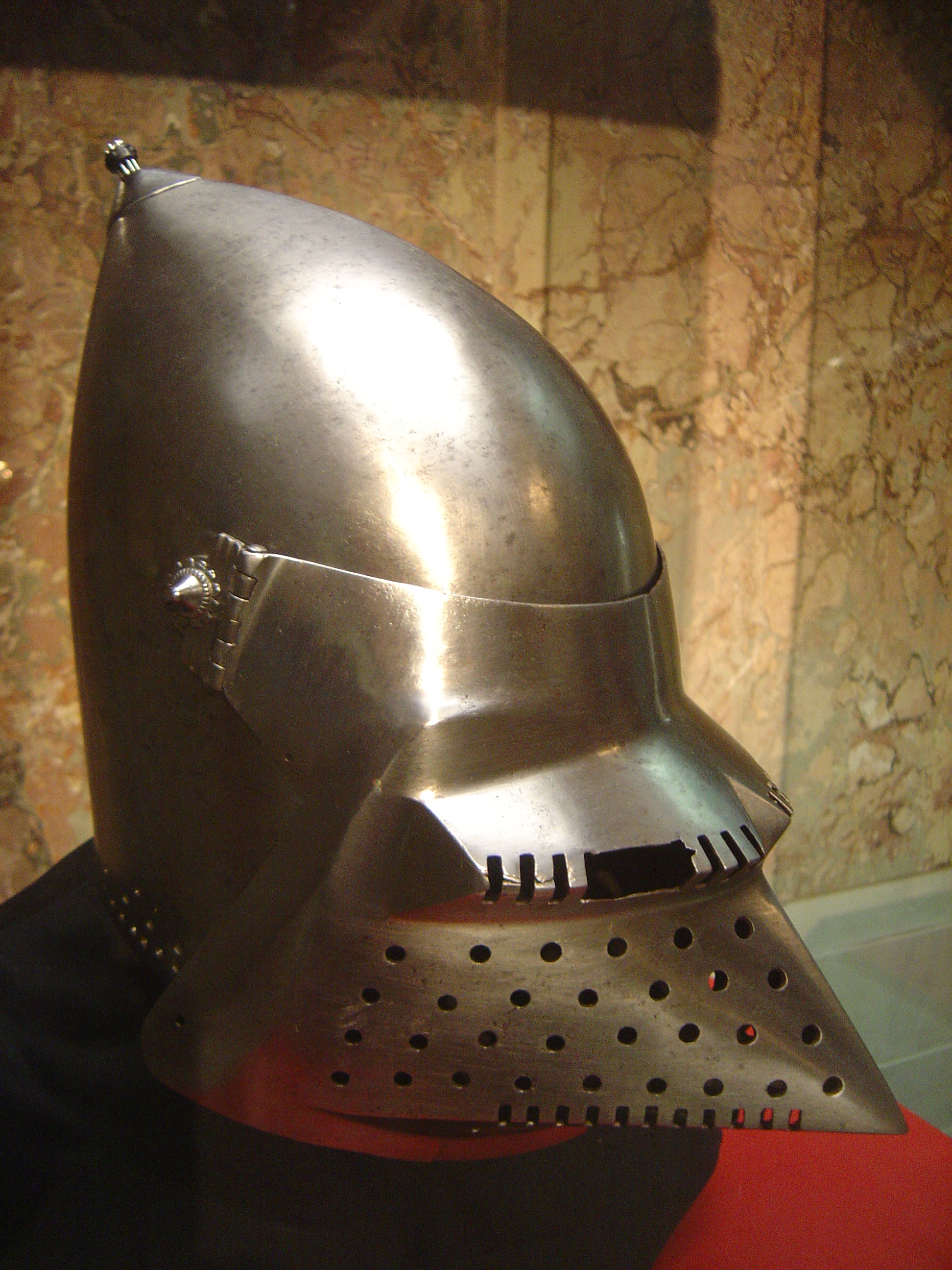
Milánói Hundsgugel 1400/10 körül

Nagyjából 1420-ig volt használatban. (Az arcvédős és
anélküli bacinetek viselése a 14. század végén, a 15. elején volt a leginkább elterjedve.) Az arc védelmét
a vizir biztosította, mely a sisak homlokrészére ("klappvisor" főleg Németországban)
egyetlen pánttal, esetleg oldalt (főleg Itáliában) csuklósan egy-egy pántal felerősített arcvért. Előbb hárömszögű, majd
teljesen zárt, oldalt el nem mozdítható volt. Az arcvédőt a csuklópánt
peckének kihúzásával egyszerű módon le lehetett szerelni, amit főleg a kézitusánál alkalmaztak.
Divatossá vált az egyre jobban előre ugró, "kutyaszájra" emlékeztető arcvért,
mely hosszúkás látónyílással, kisebb légzőnyílásokkal volt ellátva. Alatta könnyebb sisakféleséget, a koponyavédőt
viselték. Az arcvédő kialakítása a számszeríj arcra irányuló lövedékeit térítette lefelé és el a sisakról. A 15. század
első felében több torokvédő pántot adtak a sisakhoz, amivel létrejött az ún. "nagy bacinet". A korabeli ábrázolásokon ez a
sisakfajta a leggyakoribb. A fejrész és a sisakrostály idővel jobban lekerekedett, kevésbé szögletes lett, míg a 15. század
elején-közepén a nagy bacinetből ki nem alakult az armet. A 15. század második felében a kutyaszájú sisakot a saller
szorította ki.